# 岩瀨站
岩瀨站（日语：／ Iwase eki */?）是位於茨城縣櫻川市犬田1365號，東日本旅客鐵道（JR東日本）的水戶線車站。

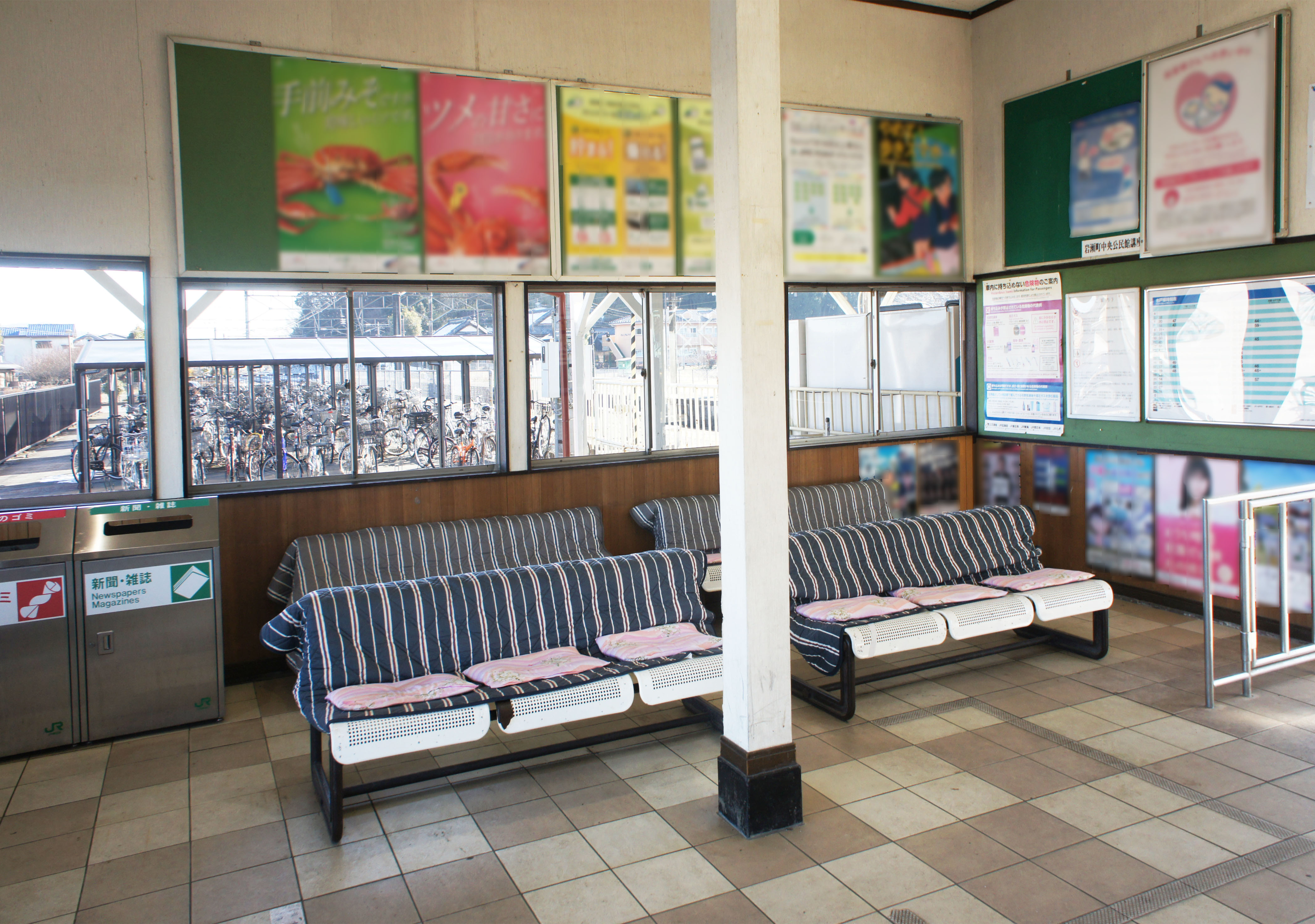
車站內部（2022年1月）

## 概要
此站位於櫻川市北部，為該市代表車站，同時為舊·岩瀨町中心車站。曾經此站設有行走於此站至土浦站之間，途經真壁站、筑波站（現時：筑波山口巴士總站）的筑波鐵道筑波線，該線在1987年（昭和62年）3月31日廢止。此站最接近的舊·真壁町中心、雨引山樂法寺（雨引觀音）和小山寺（富谷觀音）。

### 在此站行走的運行形態
- 上行（下館、結城、小山方向）和下行（岩瀨、笠間、友部方向）列車，日間各方向大約1小時1班普通列車停靠。
- 在早上和黃昏設有列車從友部直通至常磐線（水戶、勝田方向）[4]。

## 歷史
- 1889年（明治22年）1月16日：水戶鐵道開設此站。
- 1892年（明治25年）3月1日：路線轉讓給日本鐵道。
- 1906年（明治39年）11月1日：路線國有化（日语：鉄道国有法）。
- 1909年（明治42年）10月12日：制定路線名稱，成為水戶線車站。
- 1918年（大正7年）9月7日：筑波鐵道筑波線（日语：筑波鉄道筑波線）此站至真壁站（日语：真壁駅）之間開通[1]。
- 1945年（昭和20年）3月20日：（第一代）筑波鐵道與常總鐵道（日语：常総鉄道）合併，常總筑波鐵道（日语：常総筑波鉄道）成立[5]。
- 1965年（昭和40年）6月1日：常總筑波鐵道與鹿島參宮鐵道（日语：鹿島参宮鉄道）合併，關東鐵道成立。常總筑波鐵道變為關東鐵道筑波線[5]。
- 1979年（昭和54年）4月1日：關東鐵道筑波線成為獨立公司，新公司名為筑波鐵道[5]。
- 1987年（昭和62年）4月1日：伴隨國鐵分割民營化，車站由東日本旅客鐵道（JR東日本）營運。同時筑波鐵道筑波線廢止[1]。
- 2001年（平成13年）11月18日：此站可以開始使用IC卡Suica。
- 2008年（平成20年）12月：開始站前迴旋路工程。
- 2009年（平成21年）3月14日：所有月台引入發車音樂。
- 2014年（平成26年）4月1日：成為業務委託車站，委托JR水戶鐵道服務（日语：JR水戸鉄道サービス）負責車站業務。
- 2015年（平成27年）7月1日：車站業務委托者變為JR東日本車站服務（日语：JR東日本ステーションサービス）。
- 2019年（平成31年）1月31日：當日起綠色窗口結業[6]。

## 車站構造

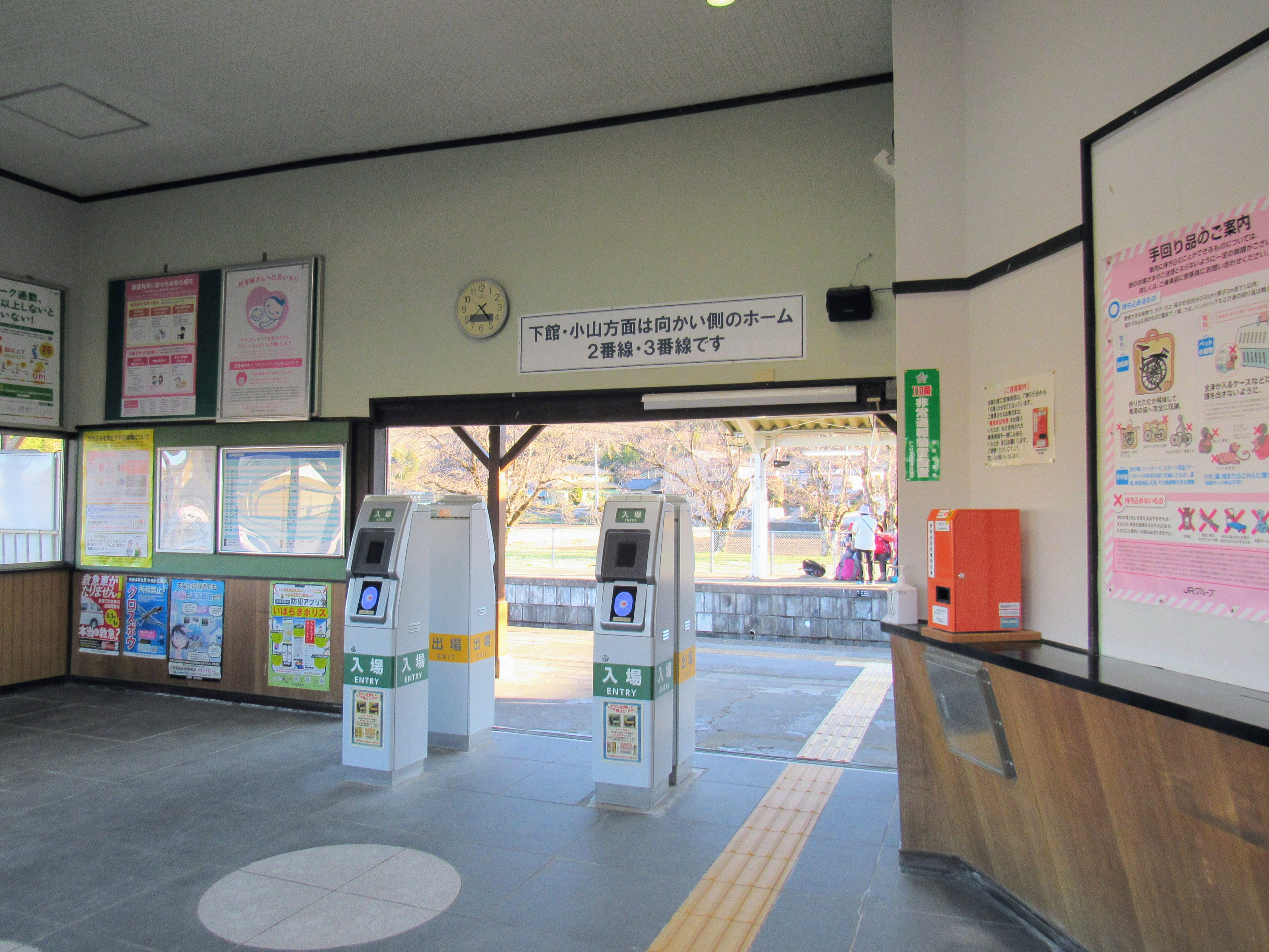
檢票口（2023年3月）

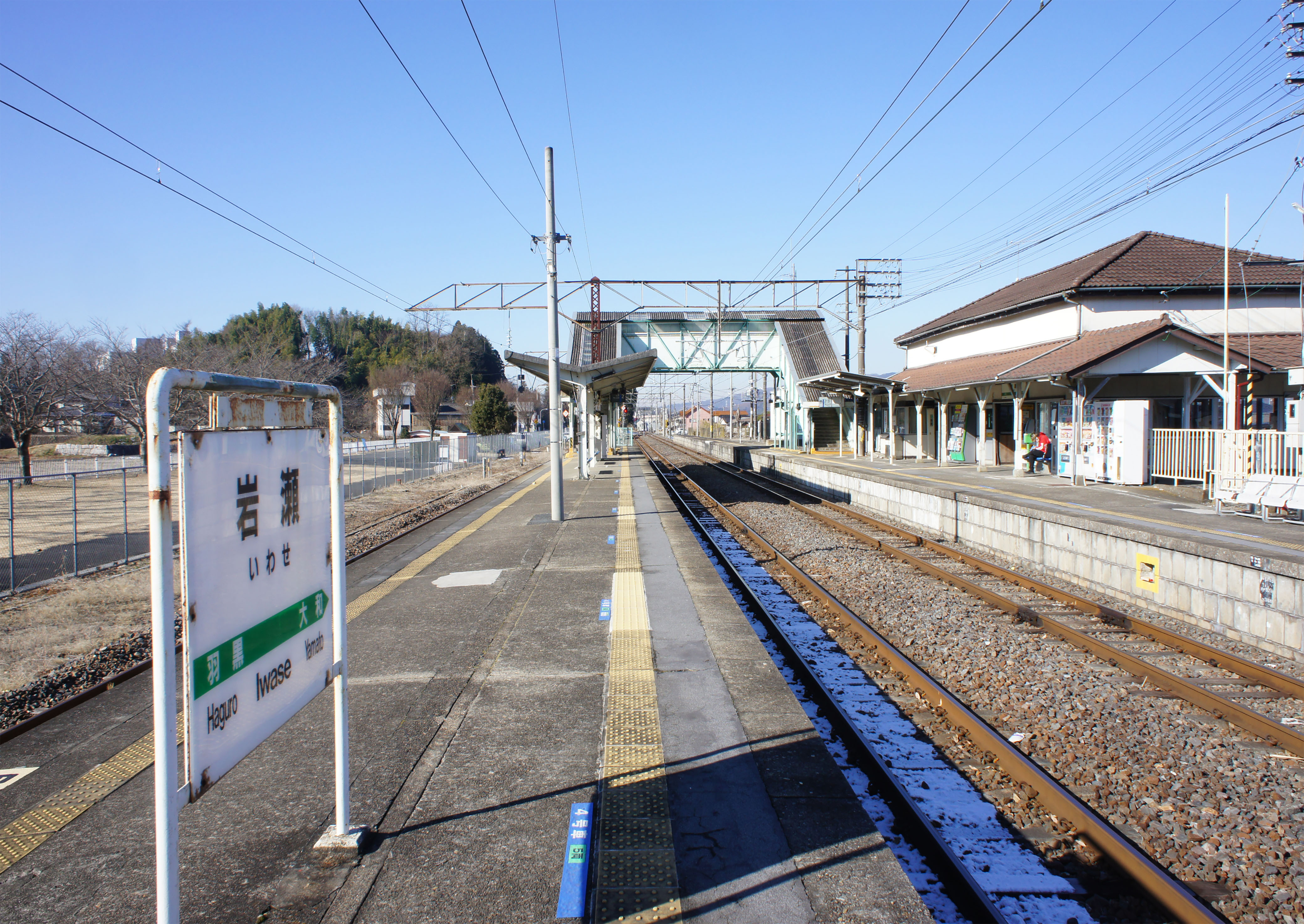
月台（2022年1月）

此站是地面車站，設有1面1線的單式月台和1面2線的島式月台。各月台之間設有跨線橋連接。此站是由下館站管理的業務委託車站，委托JR東日本車站服務負責車站業務。車站內設有自動售票機和簡易Suica閘機。

### 月台
| 月台 | 路線    | 上下行 | 方向           |
| ---- | ------- | ------ | -------------- |
| 1    | ■水戶線 | 下行   | 友部、水戶方向 |
| 2、3 | ■水戶線 | 上行   | 下館、小山方向 |

參考
在筑波鐵道筑波線未停用前，該路線月台是位於3號月台南邊，當時月台編號為4、5號月台。現時，遺址變成停車場和筑波霞浦RinRin路起點和休憩處。

## 使用狀況
根據「JR東日本」的資料，在2019年度（令和元年度）1日平均乘車人次為918人。
以下為近年乘車人次變化列表：
| 乘車人次變化       | 乘車人次變化     | 乘車人次變化    |
| 年度               | 1日平均 乘車人次 | 參考資料        |
| ------------------ | ---------------- | --------------- |
| 2000年（平成12年） | 1,448            | [ 利用客数 2 ]  |
| 2001年（平成13年） | 1,412            | [ 利用客数 3 ]  |
| 2002年（平成14年） | 1,308            | [ 利用客数 4 ]  |
| 2003年（平成15年） | 1,327            | [ 利用客数 5 ]  |
| 2004年（平成16年） | 1,317            | [ 利用客数 6 ]  |
| 2005年（平成17年） | 1,281            | [ 利用客数 7 ]  |
| 2006年（平成18年） | 1,189            | [ 利用客数 8 ]  |
| 2007年（平成19年） | 1,153            | [ 利用客数 9 ]  |
| 2008年（平成20年） | 1,112            | [ 利用客数 10 ] |
| 2009年（平成21年） | 1,071            | [ 利用客数 11 ] |
| 2010年（平成22年） | 1,075            | [ 利用客数 12 ] |
| 2011年（平成23年） | 1,011            | [ 利用客数 13 ] |
| 2012年（平成24年） | 1,078            | [ 利用客数 14 ] |
| 2013年（平成25年） | 1,102            | [ 利用客数 15 ] |
| 2014年（平成26年） | 1,063            | [ 利用客数 16 ] |
| 2015年（平成27年） | 1,106            | [ 利用客数 17 ] |
| 2016年（平成28年） | 1,100            | [ 利用客数 18 ] |
| 2017年（平成29年） | 1,073            | [ 利用客数 19 ] |
| 2018年（平成30年） | 1,010            | [ 利用客数 20 ] |
| 2019年（令和元年） | 918              | [ 利用客数 1 ]  |

## 車站周邊

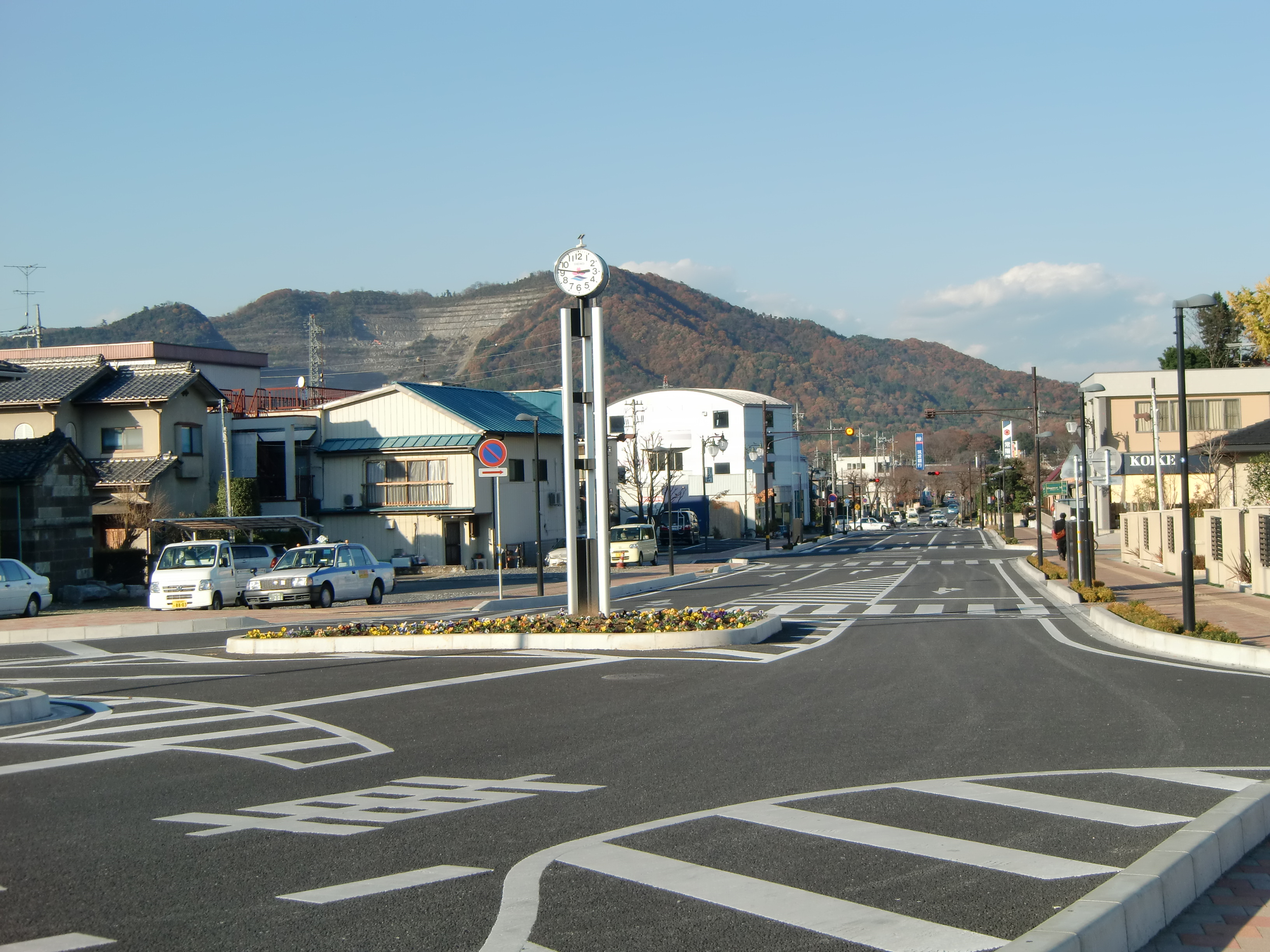
站前（2010年11月）

車站北邊（靠近車站大樓）為岩瀨市區。同時為舊·岩瀨町中心，現時成為櫻川市二個中心之一。以下括號內設施所在地的通稱地名。
- 丸友站前的士 - （常盤町）
- 岩瀨郵局 - （東區一）
- 櫻川市政廳岩瀨廳舍（舊·岩瀨町公所） - （東區）
- 常陽銀行（日语：常陽銀行）岩瀨分店 - （東區）
- Seicomart（日语：セイコーマート） - （東區）
- 茨城縣信用組合（日语：茨城県信用組合） - 明日香二丁目
- Kasumi（日语：カスミ） - 御領一丁目
- 水戶信用金庫（日语：水戸信用金庫）岩瀨分店 - 御領一丁目
- 縣西綜合醫院（日语：県西総合病院） - 鍬田
- 山王醫院 - （東區）
- K's電機（日语：ケーズホールディングス） - 富士見台二丁目
- 茨城縣立岩瀨高等學校（日语：茨城県立岩瀬高等学校） - 岩瀨
- 櫻川市綜合運動公園 - 青柳

## 巴士路線
巴士站位於站前廣場內。
- 櫻川市、筑波市間廣域連攜巴士「山櫻GO」（委托關鐵紫色巴士（日语：関鉄パープルバス）運行）
  - 真壁方向
    - 前往櫻川市政廳真壁廳舍
    - 前往筑波山口（筑巴士（日语：つくバス）北部穿梭筑波中心（日语：つくばセンター）方向設有轉乘優惠）

  - 前往櫻川市政廳岩瀨廳舍
- 櫻川市内巡回旅行車「山櫻GO迷你」
  - 友部、猿田路線
  - 西小塙、高幡路線
  - 平澤、山口路線
  - 南飯田、門毛路線
  - 富谷、大泉路線
  - 長方、本鄉路線
  - 犬田、青木路線
- 高速巴士
  - 東京方向
    - 櫻川·筑西Liner（日语：常磐高速バス#桜川・筑西ライナー） 前往八潮停車區、東京站鍛冶橋停車場

在20世紀中期，曾經設有東武鐵道巴士路線連接下館和笠間方向。在1987年4月1日起，筑波鐵道筑波線替代巴士由關東鐵道運行，前往真壁、筑波山口方向。替代巴士當初在車站南邊出發，在1990年代變為於北邊，並延伸至岩瀨中央公民館。該替代路線在2008年3月取消。
另外，在2005年8月24日至2007年3月之間設有關鐵紫色巴士的一般巴士路線（急行班次）前往筑波中心方向。

## 相鄰車站
東日本旅客鉄道（JR東日本）
■水戶線 
大和－岩瀨－羽黑

### 曾經存在的路線
筑波鐵道
筑波線
雨心－岩瀨

## 注腳

### 使用狀況
1. 1 2  . 東日本旅客鐵道.   [2020-07-12]. （原始内容存档于2020-07-10） （日语）.
2. ↑  . 東日本旅客鐵道.   [2019-03-09]. （原始内容存档于2019-03-27） （日语）.
3. ↑  . 東日本旅客鐵道.   [2019-03-09]. （原始内容存档于2019-03-27） （日语）.
4. ↑  . 東日本旅客鐵道.   [2019-03-09]. （原始内容存档于2019-03-27） （日语）.
5. ↑  . 東日本旅客鐵道.   [2019-03-09]. （原始内容存档于2019-03-27） （日语）.
6. ↑  . 東日本旅客鐵道.   [2019-03-09]. （原始内容存档于2019-03-27） （日语）.
7. ↑  . 東日本旅客鐵道.   [2019-03-09]. （原始内容存档于2019-03-27） （日语）.
8. ↑  . 東日本旅客鐵道.   [2019-03-09]. （原始内容存档于2019-03-27） （日语）.
9. ↑  . 東日本旅客鐵道.   [2019-03-09]. （原始内容存档于2019-04-02） （日语）.
10. ↑  . 東日本旅客鐵道.   [2019-03-09]. （原始内容存档于2019-03-27） （日语）.
11. ↑  . 東日本旅客鐵道.   [2019-03-09]. （原始内容存档于2019-03-27） （日语）.
12. ↑  . 東日本旅客鐵道.   [2019-03-09]. （原始内容存档于2019-03-27） （日语）.
13. ↑  . 東日本旅客鐵道.   [2019-03-09]. （原始内容存档于2019-03-27） （日语）.
14. ↑  . 東日本旅客鐵道.   [2019-03-09]. （原始内容存档于2019-03-27） （日语）.
15. ↑  . 東日本旅客鐵道.   [2019-03-09]. （原始内容存档于2016-04-04） （日语）.
16. ↑  . 東日本旅客鐵道.   [2019-03-09]. （原始内容存档于2019-03-27） （日语）.
17. ↑  . 東日本旅客鐵道.   [2019-03-09]. （原始内容存档于2019-03-23） （日语）.
18. ↑  . 東日本旅客鐵道.   [2019-03-09]. （原始内容存档于2017-07-29） （日语）.
19. ↑  . 東日本旅客鐵道.   [2019-07-09]. （原始内容存档于2018-07-06） （日语）.
20. ↑  . 東日本旅客鐵道.   [2019-07-09]. （原始内容存档于2019-07-05） （日语）.

## 外部連結
- 車站資訊（岩瀨）：東日本旅客鐵道（日語）